# Waldemar Schwarzer
Gustav Waldemar Schwarzer (* 20. April 1889 in Altkloster, Kreis Bomst; † unbekannt) war ein deutscher Fußballspieler.

## Karriere

### Vereine
Schwarzer gehörte dem BTuFC Union 1892 als Abwehrspieler an, für den er in der Saison 1911/12 in der vom Verband Brandenburgischer Ballspielvereine organisierten Berliner Meisterschaft in der Gruppe A zum Einsatz kam und diese am Saisonende mit seiner Mannschaft als Drittplatzierter abschloss.

### Auswahlmannschaft
Als Spieler der Auswahlmannschaft des Verbandes Brandenburgischer Ballspielvereine nahm er an der vierten Auflage des Wettbewerbs um den Kronprinzenpokal teil. Nachdem seine Mannschaft das Viertel- und Halbfinale am 8. Oktober und 12. November 1911 mit 10:0 und 2:1 gegen die Auswahlmannschaften des Baltischen Rasen- und Wintersport-Verbandes und des Norddeutschen Fußball-Verbandes hat gewinnen können, zog sie ins Finale ein. Bei der 5:6-Niederlage gegen die Auswahlmannschaft des Verbandes Süddeutscher Fußball-Vereine kam er vor 3000 Zuschauern auf dem Union-Platz, der Spielstätte des BTuFC Union 1892 in Mariendorf bei Berlin, zum Einsatz.

## Erfolge
- Finalist um den Kronprinzenpokal 1912